# 学習学
学習学（がくしゅうがく）は、学習者の視点から、学習活動や教育活動などを捉える学問のことである。本間正人が考案した。

## 概要
学習学は、「人生（経験）から学び、人間として成長する」というモデルを基調としている。学習を「外部環境を認識し、環境に自分を適合させ、人間が本来有している可能性を自己実現させる一連の営み」と定義し、人間の学習能力を活かして、自ら成長していくように側面から支援していくという発想に基づいている。

## 教育と学習
「教育」と「学習」は、方向性が全く逆のものである。教育は「外から内への働きかけ」であるのに対して、学習は「内から外への働きかけ」であるといえる。

## 徳・知・体・感
人の成長の4要素（学習の4要素）として、「徳・知・体・感」があげられる。
- 「徳」…コミュニケーション能力を高めることで、自己理解と他者理解を深め、協力関係を築いていく力を指す。特定の価値観を押し付けることなく、自ら築いていくもの。
- 「知」…言語、論理、計算、記憶など、知識や技術を指す。
- 「体」…走る、跳ぶ、手先が器用、身体がしなやか、持久力、リズム感、健康管理など、物理的人体に関わる力を指す。
- 「感」…外部環境からの刺激を、直接、五感で感じて受け取る力を指す。

## 従来の教育のアプローチ
従来の教育の目標は「徳・知・体」の健全な発達が掲げられてきたが、学校教育の現場では、知育に偏った取り組みが行われた。これは社会の変化のスピードが緩やかで、未来が予測可能な時代に有効なものであった。「正しい知識」「正しい解答」が決まっており、個人の能力を試験によって評価する手法は、既成の知識の体系を効率よく身につけて行くためには非常に効率的であったのである。評価の視点は「知識・スキルをどの程度身につけたか」であり、評価の手法は「筆記テスト・実技テスト」がとられている。フィードバックも「確立された知識・スキル体系の中でどこが不足しているかを指摘する」ことに絞られている。

## 学習学のアプローチ
「徳・知・体・感」の健全な発達を促すために、外から内へ働きかけるのではなく、個人が内から外へ働きかけることを援助する。近年は外部環境の変化が急激であり、日々、新しい状況を認識し、機敏に対応していかなければならない。現代社会においては、自ら目標を持ち、自ら問いを発し、自ら行動を通じて体験的に学び、総合的に成長していくアプローチが求められる。従って評価の視点は「行動に変化が生じたか（個々人固有の基準に基づく変化を評価）」であり、評価の手法は「ディスカッション・対話（個別具体的対応）」がとられる。フィードバックも「目標の設定、目標達成へのアプローチは適切だったか」ということに絞られている。

## 成人学習の5原則（参考）
- 活用の原則

成人学習者は「いつかそのうち役立つから」という説得に納得しない。日々の実践の中で、さっそく使える、役に立つスキルや理論武装を求めている。学習者の現実の職場や生活空間の状況を的確に把握し、学習内容との接点を設けることが有効だ。
- 協力の原則

権威主義的に学習を強要しても、成人は服従しない。学習者の尊厳とプライドに敬意を払うとともに、指導者と学習者の協力のもとに学習活動を進めていくことが大切である。具体的には、学習目標の設定や学習計画の策定にあたって、成人学習者の自主性を重んじることが重要だ。 
- 工夫の原則

問題解決のための正解は1つにかぎらない。ブレーン・ストーミングなどを使って、学習者の創意工夫、自由な発想を引き出すことで、新たな発見や革新が促される。一人で抱えていては解決しなかった問題が、共有し衆知を集めることで解決に導かれることも多い。
- 経験の原則

一人ひとりの成人学習者が持っている豊かな経験を交流しあうことが、指導者と他の学習者にとってきわめて有益である。そのために、色々な人の立場に立って複眼的に考察する機会を増やすとともに、自分自身の経験を絶対的なものと思うことなく、相対化して見直す習慣を育てる必要がある。 
- 肯定の原則

指導者もまた一人の学習者である。頭ごなしの否定や批判は、学習者の自尊心を傷つけ、学習意欲の低下を招く。自分の意見とは異なる見解や提案に対して、いったんは肯定的に受け止める度量が、成人学習の指導者には不可欠の条件である。 

## 研究者
- 佐伯胖 - 青山学院大学社会情報学博士前期課程ヒューマン・イノベーションコースで「学習学原論」を担当。ワシントン大学 Ph.D.。